# Persone di nome John/Politici
| Questa pagina contiene informazioni ricavate automaticamente dalle voci biografiche con l'ausilio del template Bio e di un bot. L'aggiornamento è periodico e automatico e ricostruisce completamente la pagina. Se manca una persona in questa lista, sei pregato di non aggiungerla, ma accertati piuttosto che la sua voce biografica contenga il template Bio e che i dati anagrafici siano correttamente compilati. Se il template Bio manca, inseriscilo tu stesso o, in alternativa, metti l'avviso {{tmp\|Bio}} che ne segnala la mancanza. Se i dati riportati sono sbagliati, correggi direttamente la voce biografica; le modifiche saranno visibili in questa lista entro pochi giorni. Per chiarimenti vedi il progetto antroponimi. La lista contiene solo le 420 persone che sono citate nell'enciclopedia e per le quali è stato implementato correttamente il template Bio. Pagina aggiornata al 22 lug 2025. |

Questa è una lista di persone presenti nell'enciclopedia che hanno il nome John e sono politici.

## A(17)
- John Joseph Caldwell Abbott, politico canadese (Saint-André-d'Argenteuil, n. 1821 - Montréal, † 1893)
- John Abercromby, politico e militare britannico (n. 1772 - Marsiglia, † 1817)
- John Acton, politico e militare britannico (Besançon, n. 1736 - Palermo, † 1811)
- John Adair, politico e militare statunitense (Contea di Chester, n. 1757 - Harrodsburg, † 1840)
- John Adams, politico statunitense (Braintree, n. 1735 - Quincy, † 1826)
- John Quincy Adams, politico statunitense (Braintree, n. 1767 - Washington, † 1848)
- John Adler, politico statunitense (Filadelfia, n. 1959 - Filadelfia, † 2011)
- John Aislabie, politico inglese (n. 1670 - Studley Royal, † 1742)
- John Alexander, politico e ex tennista australiano (Sydney, n. 1951)
- John Allsebrook Simon, politico britannico (Manchester, n. 1873 - Londra, † 1954)
- John Andrew, politico statunitense (Windham, n. 1818 - Boston, † 1867)
- John Armstrong Junior, politico statunitense (Carlisle, n. 1758 - Red Hook, † 1843)
- John Armstrong Senior, politico e generale statunitense (Brookeborough, n. 1717 - Carlisle, † 1795)
- John Arundell, II barone Arundell di Trerice, politico inglese (n. 1649 - † 1698)
- John Ashcroft, politico statunitense (Chicago, n. 1942)
- Brad Ashford, politico statunitense (Omaha, n. 1949 - Omaha, † 2022)
- John Atta Mills, politico ghanese (Tarkwa, n. 1944 - Accra, † 2012)

## B(40)
- John Bachtell, politico, sindacalista e attivista statunitense (Yellow Springs, n. 1956)
- John Bagwell, politico irlandese (n. 1751 - † 1816)
- John Baird, I visconte Stonehaven, politico britannico (Chelsea, n. 1874 - Stonehaven, † 1941)
- John Baldacci, politico statunitense (Bangor, n. 1955)
- John Ball, politico, naturalista e alpinista irlandese (Dublino, n. 1818 - Londra, † 1889)
- John Ballance, politico neozelandese (Glenavy, n. 1839 - Wellington, † 1893)
- John Barrasso, politico statunitense (Reading, n. 1952)
- John Barrow, politico statunitense (Athens, n. 1955)
- John Stewart Battle, politico statunitense (New Bern, n. 1890 - † 1972)
- John Glenn Beall Jr., politico statunitense (Cumberland, n. 1927 - Cumberland, † 2006)
- John Bell, politico e avvocato statunitense (Nashville, n. 1797 - Contea di Dickson, † 1869)
- John Bercow, politico britannico (Barnet, n. 1963)
- John Beresford, IV marchese di Waterford, politico irlandese (n. 1814 - † 1866)
- John Beresford, V marchese di Waterford, politico irlandese (n. 1844 - † 1895)
- John A. Betti, politico e dirigente d'azienda statunitense (Ottawa, n. 1931)
- John Bigelow, politico e diplomatico statunitense (n. 1817 - † 1911)
- John Bigler, politico, diplomatico e avvocato statunitense (Carlisle, n. 1805 - Sacramento, † 1871)
- John J. Blaine, politico statunitense (Wingville, n. 1875 - Boscobel, † 1934)
- John Aloysius Blake, politico irlandese (n. 1826 - † 1887)
- John Rusling Block, politico statunitense (Galesburg, n. 1935)
- John R. Bolton, politico, avvocato e diplomatico statunitense (Baltimora, n. 1948)
- John Boozman, politico statunitense (Shreveport, n. 1950)
- John Edward Bouligny, politico statunitense (New Orleans, n. 1824 - Washington, † 1864)
- John Bourchier, politico britannico (Tharfield, n. 1467 - Calais, † 1533)
- John Bowring, politico, diplomatico e scrittore britannico (Exeter, n. 1792 - Claremont, † 1872)
- John Bramley-Moore, politico inglese (Leeds, n. 1800 - Brighton, † 1886)
- John Branch, politico statunitense (Halifax, n. 1782 - Enfield, † 1863)
- John Breaux, politico statunitense (Crowley, n. 1944)
- John Breckinridge, politico statunitense (Staunton, n. 1760 - Lexington, † 1806)
- John C. Breckinridge, politico e generale statunitense (Lexington, n. 1821 - Lexington, † 1875)
- John W. Bricker, politico statunitense (Mount Sterling, n. 1893 - Columbus, † 1986)
- John Briggs, politico e militare statunitense (Mitchell, n. 1930 - Placerville, † 2020)
- John Y. Brown Jr., politico, imprenditore e dirigente sportivo statunitense (Lexington, n. 1933 - Lexington, † 2022)
- John Bruton, politico e diplomatico irlandese (Dunboyne, n. 1947 - Dublino, † 2024)
- John Wiley Bryant, politico statunitense (Lake Jackson, n. 1947)
- John Bryson, politico e dirigente d'azienda statunitense (New York, n. 1943 - San Marino, † 2025)
- John A. Burns, politico statunitense (Fort Assinniboine, n. 1909 - Honolulu, † 1975)
- John L. Burton, politico statunitense (Cincinnati, n. 1932)
- John Butler, II marchese di Ormonde, politico irlandese (n. 1808 - † 1854)
- John Byron, politico e nobile britannico (n. 1488 - † 1567)

## C(42)
- Vince Cable, politico e economista britannico (York, n. 1943)
- John C. Calhoun, politico statunitense (Abbeville, n. 1782 - Washington, † 1850)
- John Newbold Happy Camp, politico statunitense (Enid, n. 1908 - LuogoMorteLink = Enid, † 1987)
- John B. T. Campbell III, politico statunitense (Los Angeles, n. 1955)
- John Campbell, III conte di Breadalbane e Holland, politico e diplomatico scozzese (Londra, n. 1696 - Edimburgo, † 1782)
- John Archibald Campbell, politico, militare e giurista statunitense (Washington, n. 1811 - Baltimora, † 1889)
- John Campbell, I barone Campbell, politico britannico (Cupar, n. 1779 - Londra, † 1861)
- John Campbell, I conte di Breadalbane, politico scozzese (n. 1636 - † 1717)
- John Canfield Spencer, politico statunitense (Hudson, n. 1788 - Albany, † 1855)
- Russ Carnahan, politico e avvocato statunitense (Columbia, n. 1958)
- John C. Carney Jr., politico statunitense (Wilmington, n. 1956)
- John Carter, politico statunitense (Houston, n. 1941)
- John Carteret, II conte Granville, politico britannico (Isole del Canale, n. 1690 - Londra, † 1763)
- John Catlin, politico e avvocato statunitense (Orwell, n. 1803 - Elizabeth, † 1874)
- John Cavendish, politico inglese (n. 1346 - † 1381)
- John Lester Hubbard Chafee, politico statunitense (Providence, n. 1922 - Washington, † 1999)
- John Cheke, politico inglese (n. 1514 - Londra, † 1557)
- John Ciaccia, politico italiano (Jelsi, n. 1933 - Beaconsfield, † 2018)
- John Clark, politico e generale statunitense (Tarboro, n. 1766 - Contea di Bay, † 1832)
- John Clifford, politico britannico (Sawley, n. 1836 - Londra, † 1923)
- John Clotworthy, I visconte di Massereene, politico irlandese († 1665)
- Howard Coble, politico statunitense (Greensboro, n. 1931 - Greensboro, † 2015)
- John Collier, politico, scrittore e pittore britannico (Londra, n. 1850 - Londra, † 1934)
- John Connally, politico statunitense (Floresville, n. 1917 - Houston, † 1993)
- John Conyers, politico e avvocato statunitense (Highland Park, n. 1929 - Detroit, † 2019)
- John William Cooke, politico argentino (La Plata, n. 1919 - Buenos Aires, † 1968)
- John Cooksey, politico statunitense (Alexandria, n. 1941 - Columbia, † 2022)
- Calvin Coolidge, politico statunitense (Plymouth, n. 1872 - Northampton, † 1933)
- John Cornyn, politico statunitense (Houston, n. 1952)
- John H. Cox, politico e imprenditore statunitense (Chicago, n. 1955)
- John Creswell, politico statunitense (Port Deposit, n. 1828 - Elkton, † 1891)
- John Jordan Crittenden, politico statunitense (Versailles, n. 1786 - Frankfort, † 1863)
- John Crombez, politico belga (Ostenda, n. 1973)
- John Cruger, politico danese (n. 1678 - † 1744)
- John Cruger, Jr., politico statunitense (n. 1710 - † 1791)
- John Cuffe, politico irlandese (n. 1818 - † 1865)
- John Culberson, politico statunitense (Houston, n. 1956)
- John Culver, politico statunitense (Rochester, n. 1932 - Washington, † 2018)
- John Curtin, politico australiano (Creswick, n. 1885 - Canberra, † 1945)
- John Curtis, politico statunitense (Salt Lake City, n. 1960)
- John Cusack, politico e imprenditore australiano (Bellevale, n. 1868 - Canberra, † 1956)
- John Cradock, I barone Howden, politico, militare e nobile irlandese (Dublino, n. 1759 - Londra, † 1839)

## D(28)
- John Dalli, politico maltese (n. 1948)
- Jack Dalrymple, politico statunitense (Minneapolis, n. 1948)
- John Dalrymple, XII conte di Stair, politico scozzese (n. 1879 - † 1961)
- John Dalrymple, X conte di Stair, politico scozzese (n. 1819 - † 1903)
- John Howard Dalton, politico statunitense (New Orleans, n. 1941)
- John N. Dalton, politico statunitense (Emporia, n. 1931 - Richmond, † 1986)
- John Danforth, politico e diplomatico statunitense (Saint Louis, n. 1936)
- John Davies, politico, avvocato e poeta inglese (n. 1569 - † 1626)
- John W. Davis, politico statunitense (Clarksburg, n. 1873 - Charleston, † 1955)
- Nathan Deal, politico statunitense (Millen, n. 1942)
- John Delaney, politico e imprenditore statunitense (Wood-Ridge, n. 1963)
- John Dennis, politico statunitense (Pocomoke City, n. 1771 - Filadelfia, † 1806)
- John Devoy, politico e rivoluzionario irlandese (Kill, n. 1842 - Atlantic City, † 1928)
- John Diefenbaker, politico canadese (Neustadt, n. 1895 - Ottawa, † 1979)
- John D. Dingell, Sr., politico statunitense (Detroit, n. 1894 - Washington, † 1955)
- John Dingell, politico e avvocato statunitense (Colorado Springs, n. 1926 - Dearborn, † 2019)
- John Adams Dix, politico e generale statunitense (Boscawen, n. 1798 - New York, † 1879)
- John Douglas, politico britannico (n. 1828 - † 1904)
- John G. Downey, politico irlandese (Roscommon, n. 1827 - Los Angeles, † 1894)
- John Dramani Mahama, politico, storico e scrittore ghanese (Damongo, n. 1958)
- John Duarte, politico statunitense (Modesto, n. 1966)
- John Dudley, I duca di Northumberland, politico, generale e ammiraglio inglese (Londra, n. 1504 - Londra, † 1553)
- John Dugdale Astley, politico, militare e dirigente sportivo britannico (n. 1828 - Londra, † 1894)
- John Foster Dulles, politico e avvocato statunitense (Washington, n. 1888 - Washington, † 1959)
- Jimmy Duncan, politico e magistrato statunitense (Lebanon, n. 1947)
- John Duncan, Sr., politico e avvocato statunitense (Huntsville, n. 1919 - Knoxville, † 1988)
- John Dunning, I barone Ashburton, politico britannico (Ashburton, n. 1731 - Exmouth, † 1783)
- John de Jongh, politico americo-verginiano (Saint Thomas, n. 1957)

## E(10)
- John Eaton, politico e diplomatico statunitense (Scotland Neck, n. 1790 - Washington, † 1856)
- John Bel Edwards, politico e ex militare statunitense (Amite City, n. 1966)
- John Ehrlichman, politico statunitense (Tacoma, n. 1925 - Atlanta, † 1999)
- John Eliot, politico inglese (Port Eliot, n. 1592 - Torre di Londra, † 1632)
- Jake Ellzey, politico statunitense (Amarillo, n. 1970)
- John Ensign, politico e veterinario statunitense (Roseville, n. 1958)
- John Erskine, XXIII conte di Mar, politico britannico (n. 1675 - Aquisgrana, † 1732)
- John Esmonde, X baronetto, politico irlandese (n. 1826 - † 1876)
- John Evans, politico e medico statunitense (Waynesville, n. 1814 - Denver, † 1897)
- J. James Exon, politico statunitense (Geddes, n. 1921 - Lincoln, † 2005)

## F(18)
- John Fane, X conte di Westmorland, politico inglese (Londra, n. 1759 - Londra, † 1841)
- John Fane, XI conte di Westmorland, politico, generale e ambasciatore inglese (Londra, n. 1784 - Londra, † 1859)
- John Faso, politico statunitense (Long Island, n. 1952)
- John Ferguson, politico statunitense (n. 1777 - New York, † 1832)
- John Fetterman, politico statunitense (West Reading, n. 1969)
- John Finch, politico inglese (n. 1584 - † 1660)
- John Finucane, politico e avvocato irlandese (Belfast, n. 1980)
- John Fitzgerald, politico statunitense (Boston, n. 1863 - Boston, † 1950)
- John Flack, politico britannico (Romford, n. 1957)
- John C. Fleming, politico statunitense (Meridian, n. 1951)
- John H. Flood, politico statunitense (n. 1939 - † 2016)
- John Floyd, politico e militare statunitense (Floyds Station, n. 1783 - Sweet Springs, † 1837)
- John Buchanan Floyd, politico statunitense (Blacksburg, n. 1806 - Abingdon, † 1863)
- John Forsyth, politico statunitense (Fredericksburg, n. 1780 - Washington, † 1841)
- John Watson Foster, politico, statistico e generale statunitense (Petersburg, n. 1836 - Washington, † 1917)
- John Leslie Foster, politico irlandese (n. 1781 - Cavan, † 1842)
- Malcolm Fraser, politico australiano (Toorak, n. 1930 - Melbourne, † 2015)
- John Fuller, politico e filantropo britannico (North Stoneham, n. 1757 - Londra, † 1834)

## G(15)
- Greg Ganske, politico statunitense (New Hampton, n. 1949)
- John Garamendi, politico statunitense (Camp Blanding, n. 1945)
- John Garang, politico, guerrigliero e militare sudsudanese (Bor, n. 1945 - New Site, † 2005)
- John Gardiner, barone Gardiner di Kimble, politico britannico (n. 1956)
- John Nance Garner, politico statunitense (Detroit, n. 1868 - Uvalde, † 1967)
- John Gathorne-Hardy, II conte di Cranbrook, politico inglese (n. 1839 - † 1911)
- John White Geary, politico, avvocato e insegnante statunitense (Contea di Westmoreland, n. 1819 - Harrisburg, † 1873)
- John L. Gibbs, politico statunitense (Contea di Bradford, n. 1838 - Owatonna, † 1908)
- John Gilmour, politico e ufficiale scozzese (Montrave, n. 1876 - Londra, † 1940)
- Phil Gingrey, politico statunitense (Augusta, n. 1942)
- John Gorton, politico australiano (Melbourne, n. 1911 - Sydney, † 2002)
- Tom Graves, politico statunitense (St. Petersburg, n. 1970)
- John Gretton, politico e velista britannico (Newton Solney, n. 1867 - Melton Mowbray, † 1947)
- John William Griggs, politico statunitense (Newton, n. 1849 - Paterson, † 1927)
- John Grisham, politico e scrittore statunitense (Jonesboro, n. 1955)

## H(25)
- John Haglelgam, politico micronesiano (Eauripik, n. 1949 - Honolulu, † 2024)
- John Hall, politico statunitense (Baltimora, n. 1948)
- John Hamilton, I marchese di Abercorn, politico scozzese (n. 1756 - † 1818)
- John Hampden, politico britannico (Londra, n. 1594 - Chalgrove, † 1643)
- John Hancock, politico statunitense (Braintree, n. 1737 - Boston, † 1793)
- John Hargrave, politico britannico (n. 1894 - † 1982)
- John Harvie, politico e avvocato statunitense (Contea di Albemarle, n. 1742 - Richmond, † 1807)
- John Hay, politico, diplomatico e giornalista statunitense (Salem, n. 1838 - Newbury, † 1905)
- John Haynes, politico e magistrato inglese (Essex, n. 1594 - Hartford)
- John Henry, politico statunitense (Vienna, n. 1750 - Contea di Dorchester, † 1798)
- John Henry, politico statunitense (Stanford, n. 1800 - Saint Louis, † 1882)
- John Hervey, I conte di Bristol, politico inglese (Bury St Edmunds, n. 1665 - Ickworth, † 1751)
- John Hickenlooper, politico, imprenditore e geologo statunitense (Narberth, n. 1952)
- John Cam Hobhouse, politico inglese (Bristol, n. 1786 - Bristol, † 1869)
- John Hoeven, politico e banchiere statunitense (Bismarck, n. 1957)
- John Thompson Hoffman, politico statunitense (Ossining, n. 1828 - Wiesbaden, † 1888)
- John Rose Holden, politico canadese (Daventry, n. 1821 - Hamilton, † 1879)
- John Hope, I marchese di Linlithgow, politico britannico (South Queensferry, n. 1860 - † 1908)
- John Horner, politico statunitense (Warrenton, n. 1802 - Ripon, † 1883)
- John Houblon, politico e banchiere britannico (Londra, n. 1632 - Londra, † 1712)
- John Houstoun, politico statunitense (Waynesboro, n. 1744 - Savannah, † 1796)
- John Howard, politico australiano (Sydney, n. 1939)
- John Hume, politico britannico (Derry, n. 1937 - Derry, † 2020)
- John Hutchinson, politico britannico (Owthorpe, n. 1615 - Sandown Castle, † 1664)
- John Francis Hylan, politico statunitense (Hunter, n. 1868 - Forest Hills, † 1936)

## I(1)
- Johnny Isakson, politico statunitense (Atlanta, n. 1944 - Atlanta, † 2021)

## J(9)
- John J. Jacob, politico statunitense (Green Springs, n. 1829 - † 1893)
- John James, politico statunitense (Southfield, n. 1981)
- John Jay, politico, diplomatico e rivoluzionario statunitense (New York, n. 1745 - Bedford, † 1829)
- John Erskine, Lord Erskine, politico scozzese (n. 1895 - Bury St Edmunds, † 1953)
- John Dickinson, politico e avvocato statunitense (Trappe, n. 1732 - Wilmington, † 1808)
- J. Neely Johnson, politico statunitense (n. 1825 - Salt Lake City, † 1872)
- John Albert Johnson, politico statunitense (St. Peter, n. 1861 - Rochester, † 1909)
- J. Bennett Johnston, politico statunitense (Shreveport, n. 1932 - McLean, † 2025)
- John Joyce, politico statunitense (Altoona, n. 1957)

## K(17)
- John Kasich, politico e opinionista statunitense (McKees Rocks, n. 1952)
- John Katko, politico e avvocato statunitense (Syracuse, n. 1962)
- John Seymour Keay, politico e imprenditore scozzese (Bathgate, n. 1839 - Londra, † 1909)
- John F. Kelly, politico statunitense (Boston, n. 1950)
- Trent Kelly, politico statunitense (Union, n. 1966)
- John Fitzgerald Kennedy, politico statunitense (Brookline, n. 1917 - Dallas, † 1963)
- John Pendleton Kennedy, politico e scrittore statunitense (Baltimora, n. 1795 - Newport, † 1870)
- John Neely Kennedy, politico statunitense (Centreville, n. 1951)
- John Kerr, VII marchese di Lothian, politico scozzese (n. 1794 - † 1841)
- John Kerry, politico statunitense (Aurora, n. 1943)
- John Key, politico neozelandese (Auckland, n. 1961)
- John King Jr., politico statunitense (New York, n. 1975)
- Jack Kingston, politico e opinionista statunitense (Bryan, n. 1955)
- John Kitzhaber, politico e medico statunitense (Colfax, n. 1947)
- John Kline, politico e militare statunitense (Allentown, n. 1947)
- Brad Knott, politico statunitense (Carolina del Nord, n. 1986)
- John Kufuor, politico ghanese (Kumasi, n. 1938)

## L(28)
- John J. LaFalce, politico e avvocato statunitense (Buffalo, n. 1939 - Lockport, † 2025)
- John Lambton, I conte di Durham, politico inglese (Londra, n. 1792 - Cowes, † 1840)
- John Landy, politico e mezzofondista australiano (Melbourne, n. 1930 - † 2022)
- John Langalibalele Dube, politico, filosofo e poeta sudafricano (Inanda, n. 1871 - † 1946)
- John Langdon, politico statunitense (Portsmouth, n. 1741 - Portsmouth, † 1819)
- John Larson, politico statunitense (Hartford, n. 1948)
- John Lawrence, I barone Lawrence, politico britannico (Londra, n. 1811 - Londra, † 1879)
- John Lawrence, politico inglese (St Albans, n. 1618 - † 1699)
- Jack Layton, politico canadese (Montréal, n. 1950 - Toronto, † 2011)
- John Temple Leader, politico inglese (Putney, n. 1810 - Firenze, † 1903)
- John Lee Ka-chiu, politico hongkonghese (Hong Kong, n. 1957)
- John Lehman, politico statunitense (Filadelfia, n. 1942)
- John Letcher, politico statunitense (Lexington, n. 1813 - † 1884)
- John Lewis, politico statunitense (Troy, n. 1940 - Atlanta, † 2020)
- John Lexington, politico inglese († 1257)
- John Lilburne, politico inglese (Eltham, † 1657)
- John Lind, politico statunitense (Småland, n. 1854 - Minneapolis, † 1930)
- John Lindsay, XVII conte di Crawford, politico scozzese (n. 1596 - Struthers, † 1678)
- John Lindsay, politico e avvocato statunitense (New York, n. 1921 - Hilton Head Island, † 2000)
- John Davis Lodge, politico, ambasciatore e attore statunitense (New York, n. 1903 - Washington, † 1985)
- John C. Lodge, politico statunitense (Detroit, n. 1862 - Detroit, † 1950)
- John Davis Long, politico statunitense (Buckfield, n. 1838 - Hingham, † 1915)
- John Longworth, politico britannico (Bolton, n. 1958)
- Jack Lynch, politico irlandese (Cork, n. 1917 - Dublino, † 1999)
- John Lynch, politico e imprenditore statunitense (Waltham, n. 1952)
- John Lyng, politico norvegese (Trondheim, n. 1903 - Bærum, † 1978)
- John Lyon, lord di Glamis, politico e nobile scozzese († 1382)
- John Lyttelton, IX visconte Cobham, politico e ufficiale inglese (n. 1881 - † 1949)

## M(50)
- John MacPherson Berrien, politico statunitense (Rocky Hill, n. 1781 - Savannah, † 1856)
- John A. Macdonald, politico canadese (Glasgow, n. 1815 - Ottawa, † 1891)
- John Maclay, politico scozzese (n. 1905 - † 1992)
- John Magufuli, politico tanzaniano (Chato, n. 1959 - Dar es Salaam, † 2021)
- John Maitland, I conte di Lauderdale, politico e nobile scozzese († 1645)
- John Major, politico britannico (Londra, n. 1943)
- John Manley, politico canadese (Ottawa, n. 1950)
- John Manners, V duca di Rutland, politico britannico (Londra, n. 1778 - Belvoir Castle, † 1857)
- John Manners, VIII conte di Rutland, politico inglese (n. 1604 - Bottesford, † 1679)
- John Manners, I duca di Rutland, politico e ufficiale inglese (Boughton, n. 1638 - Belvoir Castle, † 1711)
- John Manners, III duca di Rutland, politico inglese (n. 1696 - † 1779)
- John Manners, marchese di Granby, politico e generale inglese (n. 1721 - Scarborough, † 1770)
- John Mannion, politico statunitense (Syracuse, n. 1968)
- John Marshall, politico e avvocato statunitense (Germantown, n. 1755 - Filadelfia, † 1835)
- Jack Marshall, politico e avvocato neozelandese (Wellington, n. 1912 - Snape, † 1988)
- John W. Martin, politico statunitense (Contea di Marion, n. 1884 - Contea di St. Johns, † 1958)
- John Martin, politico statunitense (Rhode Island, n. 1730 - Westward, † 1786)
- John Young Mason, politico e diplomatico statunitense (Contea di Greensville, n. 1799 - Parigi, † 1859)
- John Mason, politico britannico (King's Lynn, n. 1586 - Londra, † 1635)
- John Mathews, politico e avvocato statunitense (Charleston, n. 1744 - Charleston, † 1802)
- John McCain, politico e militare statunitense (Coco Solo, n. 1936 - Cornville, † 2018)
- John McCausland, politico irlandese (n. 1735 - Cork, † 1804)
- John Little McClellan, politico statunitense (Sheridan, n. 1896 - Little Rock, † 1977)
- John McCone, politico statunitense (San Francisco, n. 1902 - Pebble Beach, † 1991)
- John McDougall, politico statunitense (Union - San Francisco, † 1866)
- John McEwen, politico australiano (Chiltern, n. 1900 - Melbourne, † 1980)
- John McFall, barone McFall di Alcluith, politico scozzese (Glasgow, n. 1944)
- Morgan McGarvey, politico statunitense (Louisville, n. 1979)
- John McGuire, politico statunitense (Richmond, n. 1968)
- John McHugh, politico statunitense (Watertown, n. 1948)
- John McKinly, politico irlandese (Ulster, n. 1721 - Wilmington, † 1796)
- John McLean, politico statunitense (n. 1785 - Cincinnati, † 1861)
- Alex McMillan, politico statunitense (Charlotte, n. 1932 - Charleston, † 2024)
- John L. McMillan, politico statunitense (Mullins, n. 1898 - Florence, † 1979)
- John Mica, politico statunitense (Binghamton, n. 1943)
- John William Middendorf II, politico statunitense (n. 1924)
- John Middleton Clayton, politico e avvocato statunitense (Dagsboro, n. 1796 - Dover, † 1856)
- John Milledge, politico statunitense (Savannah, n. 1757 - Augusta, † 1818)
- John Milton, politico statunitense (Louisville, n. 1807 - Marianna, † 1865)
- John Milton, politico, rivoluzionario e militare statunitense (Carolina del Nord - Georgia, † 1817)
- John Newton Mitchell, politico statunitense (Detroit, n. 1913 - Washington, † 1988)
- Wayne Mixson, politico statunitense (New Brockton, n. 1922 - Tallahassee, † 2020)
- John Montagu Douglas Scott, II barone Montagu di Beaulieu, politico inglese (n. 1866 - † 1929)
- John Moolenaar, politico e farmacista statunitense (Midland, n. 1961)
- John Morley, I visconte Morley di Blackburn, politico e scrittore britannico (Blackburn, n. 1838 - Wimbledon, † 1923)
- Mick Mulvaney, politico statunitense (Alexandria, n. 1967)
- John Murphy, politico statunitense (Columbia, n. 1785 - Contea di Clarke, † 1841)
- John Murray, I marchese di Atholl, politico scozzese (n. 1631 - † 1703)
- John Murtha, politico statunitense (New Martinsville, n. 1932 - Contea di Arlington, † 2010)
- John T. Myers, politico statunitense (Covington, n. 1927 - Covington, † 2015)

## N(5)
- John Negroponte, politico e ambasciatore statunitense (Londra, n. 1939)
- John Nelson, politico statunitense (Frederick, n. 1791 - Baltimora, † 1860)
- John G. Nichols, politico statunitense (Canandaigua, n. 1812 - Los Angeles, † 1898)
- John Milton Niles, politico statunitense (Windsor, n. 1787 - Hartford, † 1856)
- John Nott, politico britannico (Bideford, n. 1932 - Cornovaglia, † 2024)

## O(6)
- John P. O'Brien, politico e avvocato statunitense (Massachusetts, n. 1873 - New York, † 1951)
- John O'Connell, politico irlandese (Dublino, n. 1810 - Kingstown, † 1858)
- Johnny Olszewski, politico statunitense (Baltimora, n. 1982)
- John Olver, politico statunitense (Honesdale, n. 1936 - Amherst, † 2023)
- John Boyd Orr, politico e biologo scozzese (Kilmaurs, n. 1880 - Edzell, † 1971)
- John Owen, politico statunitense (n. 1787 - † 1841)

## P(19)
- John Page, politico statunitense (Rosewell Plantation, n. 1744 - Richmond, † 1808)
- John O. Pastore, politico statunitense (Providence, n. 1907 - Cranston, † 2000)
- John Penn, politico statunitense (Contea di Caroline, n. 1741 - Stovall, † 1788)
- John Perceval, II conte di Egmont, politico inglese (Londra, n. 1711 - Londra, † 1770)
- John Perkins, politico e giornalista australiano (Gocup, n. 1878 - Manly, † 1954)
- John E. Peterson, politico statunitense (Titusville, n. 1938)
- John Phillips, politico, diplomatico e avvocato statunitense (Leechburg, n. 1942)
- John Calhoun Phillips, politico statunitense (Vermont, n. 1870 - Flagstaff, † 1943)
- John Sargent Pillsbury, politico statunitense (Sutton, n. 1828 - Minneapolis, † 1901)
- John Pitt, II conte di Chatham, politico britannico (Londra, n. 1756 - Londra, † 1835)
- John Plimmer, politico neozelandese (Shrewsbury, n. 1812 - Wellington, † 1905)
- John Garland Pollard, politico statunitense (Contea di King and Queen, n. 1871 - Washington, † 1937)
- John Edward Porter, politico statunitense (Evanston, n. 1935 - † 2022)
- John Pratt, III marchese di Camden, politico inglese (Londra, n. 1840 - Londra, † 1872)
- John Prescott, politico britannico (Prestatyn, n. 1938 - † 2024)
- John Profumo, politico britannico (Londra, n. 1915 - Londra, † 2006)
- John Purroy Mitchell, politico statunitense (New York, n. 1879 - Lake Charles, † 1918)
- John Howard Pyle, politico statunitense (Sheridan, n. 1906 - Tempe, † 1987)
- John Pym, politico inglese (Brymore, n. 1584 - Derby House, † 1643)

## Q(1)
- Jack Quinn, politico statunitense (Buffalo, n. 1951)

## R(18)
- John Randolph, politico e diplomatico statunitense (n. 1773 - † 1833)
- John Rarick, politico statunitense (Waterford, n. 1924 - St. Francisville, † 2009)
- John Ratcliffe, politico statunitense (Mount Prospect, n. 1965)
- John Aaron Rawlins, politico e generale statunitense (Galena, n. 1831 - Washington, † 1869)
- Jack Reed, politico, militare e avvocato statunitense (Cranston, n. 1949)
- John W. Reynolds, politico e giudice statunitense (Green Bay, n. 1921 - Milwaukee, † 2002)
- John Richardson, politico, insegnante e militare canadese (Peterborough, n. 1932 - Peterborough, † 2010)
- Pete Ricketts, politico statunitense (Nebraska City, n. 1964)
- Jay Rockefeller, politico statunitense (New York, n. 1937)
- John Rose, politico statunitense (Cookeville, n. 1965)
- John Rousakis, politico statunitense (Savannah, n. 1929 - † 2010)
- John G. Rowland, politico statunitense (Waterbury, n. 1957)
- John Russell, I conte di Russell, politico inglese (Londra, n. 1792 - † 1878)
- John Russell, IV duca di Bedford, politico britannico (Londra, n. 1710 - Woburn, † 1771)
- John Russell, I conte di Bedford, politico e nobile inglese (n. 1485 - † 1555)
- John Russell, VI duca di Bedford, politico inglese (Woburn, n. 1766 - † 1839)
- John Rutherford, politico statunitense (Omaha, n. 1952)
- John Rutledge, politico statunitense (Charleston, n. 1739 - Charleston, † 1800)

## S(31)
- John Sarbanes, politico e avvocato statunitense (Baltimora, n. 1962)
- John Garibaldi Sargent, politico e statistico statunitense (Ludlow, n. 1860 - Ludlow, † 1939)
- John Scudamore, I visconte Scudamore, politico e diplomatico inglese (n. 1601 - † 1671)
- John Sebright, VII baronetto, politico inglese (St. James's, n. 1767 - Turnham Green, † 1846)
- John Shelley, politico statunitense (San Francisco, n. 1905 - San Francisco, † 1974)
- John Sherman, politico statunitense (Lancaster, n. 1823 - Washington, † 1900)
- John Shimkus, politico statunitense (Collinsville, n. 1958)
- John M. Slaton, politico statunitense (Greenville, n. 1866 - Atlanta, † 1955)
- John W. Smith, politico statunitense (Detroit, n. 1882 - Detroit, † 1942)
- John Smith, politico britannico (Dalmally, n. 1938 - Londra, † 1994)
- John William Snow, politico statunitense (Toledo, n. 1939)
- John Sparkman, politico, avvocato e giurista statunitense (Hartselle, n. 1899 - Huntsville, † 1985)
- John Sparks, politico statunitense (Contea di Winston, n. 1843 - Carson City, † 1908)
- John Spencer, I conte Spencer, politico britannico (Althorp, n. 1734 - Bath, † 1783)
- John Spencer, politico britannico (n. 1708 - † 1746)
- John Spencer, politico e nobile inglese (n. 1455 - Althorp, † 1522)
- John Spencer, politico e nobile inglese (n. 1524 - Wormleighton Manor, † 1586)
- John Spencer, politico e nobile inglese (n. 1549 - Althorp, † 1600)
- John C. Stennis, politico statunitense (Contea di Kemper, n. 1901 - Jackson, † 1995)
- Kevin Stitt, politico statunitense (Milton, n. 1972)
- John Stonehouse, politico e imprenditore britannico (Southampton, n. 1925 - Totton, † 1988)
- John Strachey, politico britannico (Londra, n. 1823 - Londra, † 1907)
- Jack Straw, politico britannico (Buckhurst Hill, n. 1946)
- John Stuart, Lord Mount Stuart, politico britannico (Londra, n. 1767 - Stansted Mountfitchet, † 1794)
- John Stuart-Wortley-Mackenzie, II barone Wharncliffe, politico inglese (n. 1801 - Wortley, † 1855)
- John Lawrence Sullivan, politico statunitense (Manchester, n. 1899 - † 1982)
- John H. Sununu, politico e conduttore televisivo statunitense (L'Avana, n. 1939)
- John E. Sununu, politico statunitense (Boston, n. 1964)
- John E. Sweeney, politico statunitense (Troy, n. 1955)
- John Swinney, politico britannico (Edimburgo, n. 1964)
- Fife Symington III, politico statunitense (New York, n. 1945)

## T(16)
- John Talbot, politico e magistrato inglese (n. 1712 - † 1756)
- John S. Tanner, politico statunitense (Halls, n. 1944)
- John Wellesley Thomas, politico e militare britannico (Bath, n. 1822 - Bath, † 1908)
- John Thompson, politico canadese (Halifax, n. 1845 - Castello di Windsor, † 1894)
- John Thomson, politico australiano (Taree, n. 1862 - † 1934)
- Jeremy Thorpe, politico britannico (Londra, n. 1929 - Londra, † 2014)
- John Thune, politico statunitense (Murdo, n. 1961)
- John Thynne, politico inglese (Church Stretton, n. 1515 - Longleat, † 1580)
- John Tierney, politico statunitense (Salem, n. 1951)
- John Tiptoft, I conte di Worcester, politico inglese (Eversden, n. 1427 - Torre di Londra, † 1470)
- John Townshend, politico inglese (n. 1757 - † 1833)
- John A. Treutlen, politico statunitense (Kürnbach, n. 1734 - Orangeburg, † 1782)
- John Trevelyan, II baronetto, politico inglese (n. 1670 - † 1755)
- John Turner, politico canadese (Richmond upon Thames, n. 1929 - Toronto, † 2020)
- John Tyler, politico statunitense (Greenway, n. 1790 - Richmond, † 1862)
- John Tyler, politico statunitense (n. 1747 - † 1813)

## V(1)
- John A. Volpe, politico statunitense (Wakefield, n. 1908 - Salem, † 1994)

## W(22)
- John D. Waiheʻe III, politico statunitense (Honokaa, n. 1946)
- John Waldegrave, III conte Waldegrave, politico e generale inglese (n. 1718 - † 1784)
- John Walsh, politico statunitense (Butte, n. 1960)
- John Wanamaker, politico statunitense (Filadelfia, n. 1838 - Filadelfia, † 1922)
- John William Ward, politico britannico (n. 1781 - † 1833)
- John William Warner, politico e avvocato statunitense (Washington, n. 1927 - Alexandria, † 2021)
- Chris Watson, politico australiano (Valparaíso, n. 1867 - Sydney, † 1941)
- John Wingate Weeks, politico statunitense (Lancaster, n. 1860 - Lancaster, † 1926)
- John B. Weller, politico e diplomatico statunitense (Montgomery, n. 1812 - New Orleans, † 1875)
- John Wemyss, I conte di Wemyss, politico scozzese (n. 1586 - † 1649)
- John Wereat, politico statunitense (Road, n. 1733 - Contea di Bryan, † 1799)
- John West, I conte De La Warr, politico e ufficiale inglese (n. 1693 - † 1766)
- John Whitson, politico britannico (n. 1558 - † 1629)
- John Whittingdale, politico britannico (Sherborne, n. 1959)
- John Wilkes, politico e pubblicista inglese (Londra, n. 1725 - Londra, † 1797)
- Jack Richard Williams, politico statunitense (Los Angeles, n. 1909 - Phoenix, † 1998)
- John Patrick Williams, politico statunitense (Helena, n. 1937 - Missoula, † 2025)
- Roger Williams, politico statunitense (Evanston, n. 1949)
- John Anthony Winston, politico statunitense (Contea di Madison, n. 1812 - Mobile, † 1871)
- John Winthrop il Giovane, politico inglese (Edwardstone, n. 1606 - Boston, † 1676)
- John Winthrop il Vecchio, politico e teologo inglese (Edwardstone, n. 1588 - Boston, † 1649)
- John Witherspoon, politico scozzese (Gifford, n. 1723 - † 1794)

## Y(1)
- John Yarmuth, politico statunitense (Louisville, n. 1947)